# Pueblo dahalo
El pueblo dahalo, también llamado dahaloans, guo, garimani o sanye forma parte del complejo cusita que viven en Kenia. Junto con los boni y wata conforman el grupo de etnias de antiguos cazadores recolectores (san) que poblaron el este de la costa africana entre los río Juba y Tana. Su origen e historia son poco conocidos. Desde finales de la década de 1970 habitan un área pequeña alrededor de las poblaciones Kipini, Witu y Mkunumbi en el lado occidental del río Tana. En el último cuarto del siglo XX su economía se amplió a la agricultura y el trabajo con sisal además de los tradicionales recursos de la caza, la recolección y la pesca. Algunas familias se integraron en poblaciones de habla suajili quedando el idioma dahalo en un proceso de abandono que lo llevó a ser considerado en peligro de extinción al no sobrepasar los 400 hablantes. Diversas fuentes estiman en 3000 personas la cantidad de integrantes de la etnia dahola.

## Etnónimo
Según el investigador de campo Daniel Stiles el término “dahalo” es una palabra peyorativa en lengua aweer que significa algo así como gente estúpida o inútil. Según relataron fuentes del pueblo boni (hablantes de aweer), los llamaban así porque a su entender eran torpes comerciando e incapaces de organizarse como comunidad, viviendo solos o en unidades familiares en el monte, durmiendo bajo los árboles. Una investigación de Elderkin (1976) registró los etnónimos guho garimaani ( “la gente del exterior”) y guho gwitso (“la gente pequeña”) como nombres que se dan a sí mismos los dahalo. El mismo trabajo señala que los informantes de Elderkin decían simplemente guho (también decían que se llamaban a sí mismos dahalo). En las publicaciones etnográficas de Daniel Stiles así como en las de otros africanistas se optó por utilizar dahalo al entender que era más usual en la literatura a partir del siglo XX y también porque el término guho era muy difícil de pronunciar correctamente.

## Idioma
El pueblo dahalo habla un idioma cusita del sur al que su población llama summa guhooni, los suajili le llaman wasyne. El pueblo orma llama wata al lenguaje de los dahalo. Wata-juan es el término utilizado por el pueblo wata y el pueblo boni referiere a este idioma como dahalo o juan. La mayoría de los dahalo son bilingües y dominan el suajili. La lengua dahalo está en peligro de extinción según desde finales del siglo XX según Endangered Languages Project, al no superar los 400 hablantes según varias fuentes. La etnia dahalo se aproxima a los 3000 integrantes, pero los más jóvenes que viven en las aldeas van adoptando el suajili, lengua nacional del Kenia, como primera lengua.